# 天津五
天鵝座ν，又名BD+40 4364，HD 199629、SAO 50274、HR 8028，是天鵝座的一颗恒星，视星等为3.94，位于銀經82.91，銀緯-2.82，其B1900.0坐标为赤經20h 53m 26.6s，赤緯+40° -2.82′ 55″。